# 仙台市立大倉小学校
仙台市立大倉小学校（せんだいしりつ おおくらしょうがっこう）は、宮城県仙台市青葉区大倉にあった公立小学校。
1873年に当時の大倉村が創設した学校で山間に立地していたが、2020年（令和2年）3月31日をもって閉校した。

## 歴史
江戸時代末期の大倉村には、日進塾という寺子屋があり、1852年（嘉永5年）から1873年（明治6年）まで関傭孝が生徒40人に読み書きを教えた。学制にもとづく最初の小学校は1873年創立の大倉小学校で、関が初代校長になり、校舎は日進塾のものを用いた。当初教員2人、生徒数49人であった。
1889年（明治22年）の合併で大沢村ができたことにともない、芋沢の芋沢小学校が大沢小学校と改称し、大倉小学校はその分教場に格下げになった。しかし1898年には独立して再び大倉尋常小学校となり、白木、滝上、笠松の3か所に分教場（後の分校）を置いた。戦後は青下と十里平にも分校を置き、5つの分校を抱えた。1962年に笠松分校、1968年に青下分校を距離的に近い上愛子小学校に移管したため、大倉地区の北部は大倉小、南部は上愛子小と分かれることになった。
1969年に滝上分校を廃止した。1976年に白木分校と十里平分校も廃止して分校はなくなり、かわってスクールバスを運行した。上愛子小学校の笠松分校は1969年に、青下分校は1973年に廃止された。大倉小学校の児童数は減少を続け、1960年度の児童数278人から1980年度に69人、2005年度には33人になった。現在、大倉小学校は僻地1級校である。

### 年表
- 1852年（嘉永5年） - 日進塾創立。
- 1873年（明治6年）7月1日 - 大倉小学校創立。
- 1882年（明治15年）4月1日 - 切払の新校舎に移転。
- 1887年（明治20年）4月1日 - 大倉尋常小学校と改称。
- 1889年（明治22年） - 大沢小学校の大倉分教場になった。
- 1898年（明治31年）4月 - 大倉尋常小学校として独立。
- 1899年（明治32年）7月1日 - 白木分教場、滝の上分教場を設置。
- 1900年（明治33年）1月22日 - 笠松分教場を設置。
- 1915年（大正4年）1月25日 - 向大倉山に校舎移転。
- 1923年（大正12年）4月1日 - 大倉尋常高等小学校に改称。
- 1941年（昭和16年）4月1日 - 大倉国民学校に改称。
- 1947年（昭和22年）4月1日 - 大倉小学校に改称。
- 1948年（昭和23年）9月14日 - 青下分校を設置。
- 1948年（昭和23年）11月1日 - 十里平季節分校を設置。
- 1950年（昭和25年）12月 - 十里平季節分校を十里平分校に変更。
- 1955年（昭和30年）2月1日 - 宮城村立大倉小学校に改称。
- 1962年（昭和37年）4月 - 笠松分校を上愛子小学校に移管。
- 1963年（昭和38年）11月3日 - 宮城町立大倉小学校に改称。
- 1968年（昭和43年）4月1日 - 青下分校を上愛子小学校に移管。
- 1969年（昭和44年）3月31日 - 滝上分校を廃止。
- 1976年（昭和51年）4月9日 - 墓前に校舎移転。
- 1976年（昭和51年）3月31日 - 白木分校と十里平分校を廃止。
- 1987年（昭和62年）11月1日 - 宮城町が仙台市に合併された為、仙台市立大倉小学校に改称。
- 2020年（令和2年)
  - 3月19日 - 最後の卒業式挙行。最後の卒業生は男子児童1名[1]。
  - 3月20日 - 閉校式挙行[2]。
  - 3月31日 - 上愛子小学校に統合され、閉校。